# Пинар-дель-Рио (провинция)
Прови́нция Пина́р-дель-Ри́о (исп. Pinar del Río) — одна из 15 провинций Республики Куба, расположена на западной части острова. Административный центр провинции — город Пинар-дель-Рио. Население провинции 592 851 жителей, плотность населения составляет 66,72 жителей на км², таким образом провинция занимает восьмое место по численности населения.

## География
Площадь провинции Пинар-дель-Рио составляет 8 885 км². Провинция граничит с востока с провинцией Артемиса.

## Муниципалитеты
| №  | Муниципалитет        | Население, чел. (2004) | Площадь, км² | Нахождение                      | Примечания           |
| -- | -------------------- | ---------------------- | ------------ | ------------------------------- | -------------------- |
| 1  | Консоласьон-дель-Сур | 87 500                 | 1 112        | 22,50000° с. ш. 83,51528° з. д. |                      |
| 2  | Гуане                | 35 893                 | 721          | 22,20056° с. ш. 84,08361° з. д. |                      |
| 3  | Ла-Пальма            | 35 426                 | 636          | 22,75611° с. ш. 83,55333° з. д. |                      |
| 4  | Лос-Паласьос         | 38 950                 | 771          | 22,58250° с. ш. 83,24889° з. д. |                      |
| 5  | Мантуа               | 26 065                 | 915          | 22,29083° с. ш. 84,28722° з. д. |                      |
| 6  | Минас-де-Матаамбре   | 34 419                 | 858          | 22,58250° с. ш. 83,94917° з. д. |                      |
| 7  | Пинар-дель-Рио       | 190 532                | 727          | 22,42583° с. ш. 83,68833° з. д. | Адм. центр провинции |
| 8  | Сан-Хуан-и-Мартинес  | 45 061                 | 408          | 22,26667° с. ш. 83,83389° з. д. |                      |
| 9  | Сан-Луис             | 34 085                 | 327          | 22,28306° с. ш. 83,76778° з. д. |                      |
| 10 | Сандино              | 39 245                 | 1 714        | 22,08111° с. ш. 84,22167° з. д. |                      |
| 11 | Виньялес             | 27 129                 | 696          | 22,61528° с. ш. 83,71583° з. д. |                      |

Примечание: После реформы административно-территориального деления страны 1 августа 2010 года муниципалитеты Канделария, Сан-Кристобаль и Байя-Хонда отошли к провинции Артемиса.

## Экономика
В первой половине 1970х годов провинция являлась основным районом табаководства (около 60% сбора) и лесоводства. Также здесь выращивали сахарный тростник, цитрусовые, кофе, ананасы, рис и овощи. Пастбищное животноводство, рыболовство и пчеловодство. В северо-западной части региона велась добыча меди. Промышленность была представлена предприятиями цветной металлургии, пищевой, химической, табачной промышленностью и производством стройматериалов.

## Достопримечательности
В провинции множество возможностей для экологического туризма. Есть пункты для дайвинга.
Кубинский подводный город — подводные структуры. Расположены к западу от полуострова Гванаакабибес, который сам признан биосферным резерватом ЮНЕСКО.